# 전호극
전호극(1913년 ~ 1950년)은 대한민국 해군 창설의 주역이다. ‘해상의용군 사건’으로 억울하게 체포돼 수감 중 6·25가 발발한 직후 학살되었다.

## 생애
1913년 함경남도 북청군에서 태어났다. 해군 병적기록에 따르면, 1934년 소학교를 졸업하고 일본으로 건너간 그는 1943년 도쿄 통신전문학교 무선과를 졸업했다. 일본에서 경남 창녕 출신인 조소순을 만나 결혼했다. 당시 전호극은 도쿄 중앙전신국 외체과에 근무하며 지하 독립운동에 가담했다고 한다. 1945년 일제가 패망하자 전호극·조소순 부부는 귀국선을 탔다.
전호극은 영어와 일어에 능통했다. 고향에 도착한 전호극은 영어책 여러 권과 사전을 소지했다. 이로 인해 ‘미제 간첩’으로 의심받아 북한 당국에 체포되어 조사를 받기도 했다. 풀려난 전호극은 아내를 남겨둔 채 단신으로 월남했다.
서울에 도착한 전호극은 경성중앙통신 무선과에 취업했다. 얼마 지나지 않아 그만두고 조선해양경비대 입대를 결심했다. “나중에 내려온 어머니가 ‘좋은 직장을 때려치우고 왜 해군에 입대했느냐’고 아버지께 물었더니 ‘김구 선생이 권유해서’라고 하셨다더라.” 전호극은 해군 창설 작업을 위해 손원일(초대 해군참모총장) 등 해군 창설 멤버 70여 명에 포함돼 진해로 내려갔다.
1946년 2월 조선해양경비대에 입대했다. 이어 진해 통신분대 분대사와 해군병학교 교관을 거쳐 진해 통신분대장과 고등갑판교육사관을 역임했다. 1948년 8월15일 소령으로 진급한 전호극은 1948년 진해 해군통신학교 교장이 되었다. 해군통신학교 설립의 중추적 인물이었다.
전호극이 월남한 뒤 함경남도 북청에 남은 부인은 딸을 낳았다. 갈수록 정세가 엄혹해지자 전호극의 부친은 1946년 말 둘째 아들 전호철을 시켜 며느리와 손녀를 전호극에게 데려다주도록 했다. 1947년 1월 가족과 진해에서 상봉한 전호극은 이후 2년 정도 가장 행복한 시기를 보냈다.
1948년 11월 전호극은 소령 진급 3개월여 만에 체포됐다. 병조장 이항표가 주도한 ‘해상의용군이라는 반란 단체에 동조했다’는 혐의였다. 여순 사건(1948년 10월)이 일어난 직후인 1948년 11월께 진해 해군통신학교장 관사에서 가족이 보는 가운데 특무대에 붙잡혀 갔다. 1949년 5월 징역 6년형을 선고받고 강제 예편되었다. 민간인 신분으로 마산형무소에 수감됐다. 1950년 7월 그는 군 헌병대에 끌려가 학살당했다.
진실화해위원회 조사 결과, 마산형무소에서는 진해해군헌병대와 마산육군헌병대에 의해 1950년 7월5일과 21~24일, 8월24일, 9월21일 네 차례에 걸쳐 재소자 296명이 학살당했다. 1차 학살인 7월5일 마산 괭이바다에서 희생된 이들은 모두 해군 장교나 문관 출신이었다. 이들은 모두 마산형무소 재소자 인명부에서도 확인됐다. 진화위는 또 다른 조작 의혹이 있는 ‘해상인민군’ 사건으로 구속된 동료 이상규 소령과 같은 시기에 전호극 소령이 총살당했다고 결론지었다. 김구 선생이 이끄는 한국독립당을 지지했던 전호극과 이상규는 나란히 조작 의혹 사건에 연루돼 구속된 뒤 한국전쟁 개전과 함께 처형당했다.
'해상인민군'과 '해상의용군'의 실체에 대해 <아무도 모르는, 누구나 아는 죽음>을 쓴 신기철은 반란을 전제로 하는 이 조직들은 유령 조직으로 보인다고 했다. 재판과정에서도 반란을 도모했다는 사실이 증명되지 않았다.
사건 당시 다섯 살이었던 딸 전술손씨는 아버지에 대한 기억이 희미하다. 한동안 연좌제가 두려워 아버지를 애써 외면하기도 했다. 전씨는 망각과 통곡의 세월을 딛고 아버지의 죽음에 대한 진상을 밝히기 위해 뛰어다녔다. 2006년부터 해군본부와 해군사관학교·국가인권위·진화위 등을 찾아다녔고, 결국 ‘국가권력에 의해 적법 절차 없이 살해된 억울한 사건’이라는 진화위의 진상 규명 결론을 끌어냈다.
이를 토대로 전씨는 국가를 상대로 손해배상 청구 소송을 제기했다. 2013년 대법원은 전호극 소령이 국가의 불법행위로 학살당했다며 1억2800만원 배상 결정을 내렸다. 이 판결로 전호극을 비롯한 수많은 백범 지지 군 장교를 불법 처형한 이승만 정부의 실상이 일부 드러났다.
형무소 재소자에 대한 불법 학살은 전국적으로 자행됐다. 6·25 전쟁 발발 사흘 만인 6월28일부터 7월16일까지 무차별 학살이 벌어졌다. 충남 육군 특무대와 제2사단 헌병대는 대전형무소에 수용된 4·3 사건 관련자와 보도연맹원 등 미결수 6000여 명을 야산 구덩이에 몰아넣고 죽였다. 같은 날 전주형무소에서도 예비검속된 보도연맹원과 여순 사건 관련자 등 수천명이 집단 학살당했다.
국방부의 <한국전쟁사>에 따르면 한국전쟁이 일어나기 전 숙청당한 국군은 장교 242명, 사병 4133명으로 모두 4375명이다. 실제는 8000명에 이른다는 주장도 있다. 국방부 통계는 신원이 확인되는 최소치일 가능성이 높다. 전쟁 직전 국군의 수가 9만 8천 명이었으니 숙청당한 군의 규모가 무척 컸었다는 것을 알 수 있다. "정승화 장군 등의 수기를 보면 당시 용감하고 실력 있는 군인들이 숙청당해 안타까워하는 내용을 종종 볼 수 있다. 나는 이것이 한국전쟁 초기 왜 국군이 그렇게 일찍 붕괴되었는지 설명해 주는 이유 중 하나라고 지적하는 사람도 있다. 그 대표적 사례가 전호극 소령이라고 생각한다"고 <전쟁범죄> 펴낸 신기철 '금정굴인권평화재단' 인권평화연구소장은 밝힌다.
김구 계열인 전호극과 함께 1949년 2월 여순사건과 관련 있다며 연행돼 마산형무소에는 같은 이유로 수용당한 군인들이 40여 명이나 되었다. 이들 숙청당한 군인들은 1950년 7월 초 마산과 거제 사이 괭이바다라는 곳에서 동료 해군 헌병대들에 의해 학살당한다. 결국 김구 선생을 지지했던 군인들이 이승만 정권 아래서 전부 학살당한 것이다.
가족은 경기도 고양시 일산에 사는 전술손씨뿐이다.